# Edward S. Feldman
Edward S. Feldman (The Bronx, 5 de setembro de 1929) é um produtor americano de cinema e televisão.
Nascido e criado em The Bronx, onde frequentou DeWitt Clinton High School, Feldman se formou na Michigan State University, após o qual foi contratado por 20th Century Fox para trabalhar como um escritor no departamento de livros de imprensa do estúdio em sua sede Manhattan. Ele rapidamente aumentou nas fileiras, tornando-se o contato para revista do fã, então papel comercial e, finalmente, Nova York. Seu emprego na Fox foi interrompido por um período de dois anos com os Estados Unidos Força Aérea, durante o qual ele estava estacionado na Base da Força Aérea de Dover em Delaware. Seu comandante esperava que ele usasse suas habilidades como publicista para que ele fosse promovido de coronel a general, uma tarefa que Feldman completou com sucesso antes de retornar à vida civil.
Em 1959, Feldman deixou a Fox para promover "The World of Suzie Wong e seu produtor, Ray Stark, para Paramount Pictures. Sua tarefa começou com a localização em Hong Kong e terminou com o lançamento do filme. Ele entrou em confronto com a Stark ao longo da produção, o que o levou a demitir-se da Paramount e se juntar a Embassy Pictures como chefe de publicidade e publicidade. Dois anos depois, Stark convidou Ele para se juntar a ele em Seven Arts Productions, onde seu primeiro projeto foi a adaptação polêmica de tela de  Lolita . Devido à intervenção de Feldman, a Legião da Decência da Legião Nacional da Decência (Legion of Decency) concordou em não classificar o filme "condenado" se o estúdio exigisse uma regra que proibisse qualquer pessoa com menos de dezasseis anos de exibição dos teatros. Uma vez que Seven Arts adquiriu Warner Bros., Feldman se mudou para Hollywood, onde permaneceu com Warner Bros.-Seven Arts por dois anos, durante o qual ele tornou-se ativo na produção cinematográfica.
Por causa de sua associação com Stark, genro do comediante Fanny Brice, Feldman manipulou publicidade e publicidade para a Broadway produção de Funny Girl durante a sua execução.
O primeiro crédito de Feldman como produtor de filmes foi o melodrama de 1971] What's The Matter with Helen? Estrelado por Debbie Reynolds e Shelley Winters. Os créditos adicionais incluem Save the Tiger, The Other Side of the Mountain, Two-Minute Warning, 'The Last Married Couple in America, Hot Dog ... The Movie, Testemunha, The Golden Child, Wired, 'Green Card, The Doctor, 'Forever Young, a ação ao vivo' 'The Jungle Book, a ação ao vivo  101 Dalmatians e sua sequela, 102 Dalmatians, The Truman Show, e K-19: The Widowmaker.
Para a televisão, Feldman produziu vários filmes de televisão e minisséries, incluindo Lua do lobo, Charles & Diana: A Royal Love Story e 21 Horas em Munique e Rei, que lhe renderam Emmy Award. Ele também foi um dos produtores da série de curta duração Flamingo Road.

## Ligações Externas
«Edward S. Feldman». www.imdb.com (em inglês) no Internet Movie Database